# Liste der Kulturdenkmale in Mühlhausen/Thüringen
Die Liste der Kulturdenkmale in Mühlhausen/Thüringen umfasst die als Ensembles, Straßenzüge und Einzeldenkmale erfassten Kulturdenkmale in der thüringischen Stadt Mühlhausen/Thüringen und ihrer Ortsteile.
Die Angaben in der Liste ersetzen nicht die rechtsverbindliche Auskunft der zuständigen Denkmalschutzbehörde.

## Legende
- Bild: zeigt ein Bild des Kulturdenkmals und gegebenenfalls einen Link zu weiteren Fotos des Kulturdenkmals im Medienarchiv Wikimedia Commons
- Bezeichnung: Name, Bezeichnung oder die Art des Kulturdenkmals
- Lage: Wenn vorhanden Straßenname und Hausnummer des Kulturdenkmals; Grundsortierung der Liste erfolgt nach dieser Adresse. Der Link Karte führt zu verschiedenen Kartendarstellungen und nennt die Koordinaten des Kulturdenkmals.
 Kartenansicht, um Koordinaten zu setzen – in dieser Kartenansicht sind Kulturdenkmale ohne Koordinaten mit einem roten bzw. orangen Marker dargestellt und können in der Karte gesetzt werden. Kulturdenkmale ohne Bild sind mit einem blauen bzw. roten Marker gekennzeichnet, Kulturdenkmale mit Bild mit einem grünen bzw. orangen Marker.
- Datierung: gibt das Jahr der Fertigstellung beziehungsweise das Datum der Erstnennung oder den Zeitraum der Errichtung an
- Beschreibung: bauliche und geschichtliche Einzelheiten des Kulturdenkmals, vorzugsweise die Denkmaleigenschaften
- ID: Die ID identifiziert das Kulturdenkmal eindeutig. In Thüringen sind aktuell keine IDs veröffentlicht. In der ID-Spalte kann sich auch folgendes Icon  befinden, dies führt zu Angaben zu diesem Kulturdenkmal bei Wikidata.

## Ensembles
| Bild | Bezeichnung                                      | Lage | Datierung | Beschreibung | ID |
| --- | ------------------------------------------------ | --- | --------- | ------------ | -- |
| [[Vorlage:Bilderwunsch/code!/O:!/C:51.208233,10.457252!/D:Allerheiligengasse 2, 3, 6, 11, 19; Am Frauentor 2–7, 9–13; An der Burg 23, 24; Auf dem Damme 2–4, 11; Badergäßchen 1–6; Barfüßergasse 1–7; Bei der Marienkirche 1–18; Bollstedter Gasse 1, 1a, 1b, 2, 4–6, 10–13; Borngasse 4; Breitenstraße 1–7, 10, 13–21; Brückenstraße 3–5, 9–14, 16–27, 29–35; Brunnenkreßstraße 1a, 1–4; Burgstraße 2, 4–23; Entenbühl 3; Erfurter Straße 1–19, 21–45; Felchtaer Straße 1–12, 18–38; Görmarstraße 1–17, 22–28, 32–70; Grasegasse 1–3; Güldene Ecke 1–6; Hanfsack 20, 26; Hauptmannstraße 1–7; Herrenstraße 1–24; Hinter der Mauer 1–3, 5, 6, 11; Holzstraße 1–31; Hoyergasse 1–6, 11; Jakobistieg 2–4, 14–16; Jakobistraße 2–8, 9, 14–19; Johann-Sebastian-Bach-Platz 1–4; Jüdenstraße 2–15, 25, 26–28, 30–32, 34–36, 38–40, 42, 44; Kilianikirchgasse 1, 4–9; Kilianistraße 1–19, 24–52; Kiliansgraben 30, 31; Kleine Burgstraße 1a, 1b, 2–9, 11–14; Klosterstraße 1–11, 13–19, 20a, 20b; Kornmarkt 1–6; Kristanplatz 1, 2, 7, 10; Kurze Gasse 5; Kurze Jakobistraße 1a, 1–6; Kuttelgasse 6–14, 14a, 18–20, 22, 23; Lattermannsgasse o. Nr.; Ledernes Käppchen 1a, 1–3; Lindenbühl 69, 70; Linsenstraße 1–7, 9–32; Losengasse 1–3, 6, 7; Magdalenenweg o. Nr.; Marktgasse o. Nr.; Meißnersgasse 1a, 1b, 1c, 1–6, 8–10; Mönchgasse 3–6, 9a, 9b, 9–17, 17a; Neue Straße 1–7, 9–11; Obermarkt 1–21; Pfortenstraße 1–9, 11–21; Ratsstraße 2–30; Regensgasse 10, 14, 15; Röblingstraße 4–16; Sackgasse 1–10; Sankt Jakobi 1, 7, 22–24, 26; Scherzengasse 1–3; Spiegelsgasse 2–22; Stätte 1a, 1b, 1, 3–10; Steinweg 1–47, 50–94; Unter der Linde 1, 3, 4, 7, 12; Unterm Nußbaum 1–8, 10–13; Untermarkt 6–18, 23–37; Wachsmutweg o. Nr.; Wahlstraße 45–61, 63–95; Wanfrieder Straße o. Nr.; Webergasse 8, 10; Zöllnersgasse 2, 3, 7a, 7b, 7c, 7–11, Ensemble Historische Altstadt Mühlhausen!/\|BW]] | Ensemble Historische Altstadt Mühlhausen         | Allerheiligengasse 2, 3, 6, 11, 19; Am Frauentor 2–7, 9–13; An der Burg 23, 24; Auf dem Damme 2–4, 11; Badergäßchen 1–6; Barfüßergasse 1–7; Bei der Marienkirche 1–18; Bollstedter Gasse 1, 1a, 1b, 2, 4–6, 10–13; Borngasse 4; Breitenstraße 1–7, 10, 13–21; Brückenstraße 3–5, 9–14, 16–27, 29–35; Brunnenkreßstraße 1a, 1–4; Burgstraße 2, 4–23; Entenbühl 3; Erfurter Straße 1–19, 21–45; Felchtaer Straße 1–12, 18–38; Görmarstraße 1–17, 22–28, 32–70; Grasegasse 1–3; Güldene Ecke 1–6; Hanfsack 20, 26; Hauptmannstraße 1–7; Herrenstraße 1–24; Hinter der Mauer 1–3, 5, 6, 11; Holzstraße 1–31; Hoyergasse 1–6, 11; Jakobistieg 2–4, 14–16; Jakobistraße 2–8, 9, 14–19; Johann-Sebastian-Bach-Platz 1–4; Jüdenstraße 2–15, 25, 26–28, 30–32, 34–36, 38–40, 42, 44; Kilianikirchgasse 1, 4–9; Kilianistraße 1–19, 24–52; Kiliansgraben 30, 31; Kleine Burgstraße 1a, 1b, 2–9, 11–14; Klosterstraße 1–11, 13–19, 20a, 20b; Kornmarkt 1–6; Kristanplatz 1, 2, 7, 10; Kurze Gasse 5; Kurze Jakobistraße 1a, 1–6; Kuttelgasse 6–14, 14a, 18–20, 22, 23; Lattermannsgasse o. Nr.; Ledernes Käppchen 1a, 1–3; Lindenbühl 69, 70; Linsenstraße 1–7, 9–32; Losengasse 1–3, 6, 7; Magdalenenweg o. Nr.; Marktgasse o. Nr.; Meißnersgasse 1a, 1b, 1c, 1–6, 8–10; Mönchgasse 3–6, 9a, 9b, 9–17, 17a; Neue Straße 1–7, 9–11; Obermarkt 1–21; Pfortenstraße 1–9, 11–21; Ratsstraße 2–30; Regensgasse 10, 14, 15; Röblingstraße 4–16; Sackgasse 1–10; Sankt Jakobi 1, 7, 22–24, 26; Scherzengasse 1–3; Spiegelsgasse 2–22; Stätte 1a, 1b, 1, 3–10; Steinweg 1–47, 50–94; Unter der Linde 1, 3, 4, 7, 12; Unterm Nußbaum 1–8, 10–13; Untermarkt 6–18, 23–37; Wachsmutweg o. Nr.; Wahlstraße 45–61, 63–95; Wanfrieder Straße o. Nr.; Webergasse 8, 10; Zöllnersgasse 2, 3, 7a, 7b, 7c, 7–11 (Karte) |           |              |    |
| [[Vorlage:Bilderwunsch/code!/O:!/C:51.20617,10.459532!/D:Am alten Pfortentore o. Nr.; Am ehemaligen Reitplatz o. Nr.; Am Pfortenteich o. Nr.; Am Schießgraben o. Nr.; Ammerstraße o. Nr.; An den Pferdeställen o. Nr.; An der Burg o. Nr.; Brunnenkreßstraße o. Nr.; Hirschgraben o. Nr.; Hoher Graben o. Nr.; Johannisstraße o. Nr.; Langensalzaer Straße o. Nr.; Lentzeplatz o. Nr.; Lindenbühl o. Nr.; Petriteich o. Nr.; Pfortenstraße o. Nr.; Vor dem alten Pfortentore o. Nr.; Vor dem Frauentor o. Nr.; Wahlstraße o. Nr.; Wanfrieder Straße o. Nr.; Weidengasse o. Nr., Historischer Grüngürtel um die innere Stadtmauer!/\|BW]] | Historischer Grüngürtel um die innere Stadtmauer | Am alten Pfortentore o. Nr.; Am ehemaligen Reitplatz o. Nr.; Am Pfortenteich o. Nr.; Am Schießgraben o. Nr.; Ammerstraße o. Nr.; An den Pferdeställen o. Nr.; An der Burg o. Nr.; Brunnenkreßstraße o. Nr.; Hirschgraben o. Nr.; Hoher Graben o. Nr.; Johannisstraße o. Nr.; Langensalzaer Straße o. Nr.; Lentzeplatz o. Nr.; Lindenbühl o. Nr.; Petriteich o. Nr.; Pfortenstraße o. Nr.; Vor dem alten Pfortentore o. Nr.; Vor dem Frauentor o. Nr.; Wahlstraße o. Nr.; Wanfrieder Straße o. Nr.; Weidengasse o. Nr. (Karte) |           |              |    |
| [[Vorlage:Bilderwunsch/code!/O:!/C:51.21016,10.451179!/D:Am Frauentor o. Nr.; Am Schießgraben o. Nr.; An der Burg o. Nr.; Johannisstraße 22/24; Kiliansgraben o. Nr.; Kleine Burgstraße o. Nr.; Kreuzgraben o. Nr.; Lindenbühl o. Nr.; Wanfrieder Straße 198, Stadtbefestigung / Stadtmauer!/\|BW]] | Stadtbefestigung / Stadtmauer                    | Am Frauentor o. Nr.; Am Schießgraben o. Nr.; An der Burg o. Nr.; Johannisstraße 22/24; Kiliansgraben o. Nr.; Kleine Burgstraße o. Nr.; Kreuzgraben o. Nr.; Lindenbühl o. Nr.; Wanfrieder Straße 198 (Karte) |           |              |    |
| weitere Bilder Fotos hochladen | Ensemble An der Burg – Pfortenteich – Petriteich | Ammernstraße 113; An der Burg 8–19; Petristeinweg nur Kirche; Petriteich 2–17, 20, 20a; Pfortenstraße 1–12; Pfortenteich 1–4, 5a, 6–9, 9a, 10–12; Schaffentorstraße 1 (Karte) |           |              |    |
| weitere Bilder Fotos hochladen | Ensemble Bahnhofsvorstadt                        | August-Bebel-Straße 13–17, 17a, 18, 18a, 19–34, 34a, 35–37, 41–44, 46, 47, 49, 51–59; Bahnhofsplatz 1–6; Bahnhofstraße 1, 3–6, 16–27; Karl-Liebknecht-Straße 1–11, 11a, 11b, 12–17, 17a, 17b, 36a, 37–49, 51, 52; Karl-Marx-Straße 9, 13–15, 18–25, 25c, 26–35; Lassallestraße 7, 10–14, 72–81; Thälmannstraße 1, 1a, 1b, 2–5, 5a, 5b, 6–10, 32, 34, 35, 38, 39; Thomas-Müntzer-Straße 5–8, 11, 13–15, 23, 26, 27a, 36–38, 40, 41, 43–46, 46a, 47, 48, 50–58, 63–70; Waidstraße 2–14, 16–22 (Karte) |           |              |    |
| BW | Ensemble Lindenbühl                              | Eisenacher Straße 41; Wanfrieder Straße 201, 202 (Karte) |           |              |    |
| BW | Ensemble Johannisstraße                          | Johannisstraße 22–27, 29, 31, 33–58, 60, 62, 64, 66, 68; Wenige Herrengasse 1; Zinkengasse 36 (Karte) |           |              |    |
| weitere Bilder Fotos hochladen | Neuer Friedhof                                   | Eisenacher Landstraße 14 (Karte) |           |              |    |
| BW | Ensemble Wasserlauf Breitsülze                   | (Karte) |           |              |    |
| BW | Ensemble Wasserlauf Schwemmnotte                 | (Karte) |           |              |    |
| BW | Ensemble Historischer Ortskern Saalfeld          | Hauptstraße 1, 2, 4–63; Oberdorf 5 (Karte) |           |              |    |

## Einzeldenkmale nach Ortsteilen

### Mühlhausen/Thüringen
| Bild                                    | Bezeichnung | Lage                                                                     | Datierung | Beschreibung | ID |
| --------------------------------------- | --- | ------------------------------------------------------------------------ | --------- | --- | -- |
| BW                                      | Gerberhaus | Allerheiligengasse 11 (Karte)                                            |           | |    |
| weitere Bilder Fotos hochladen          | Allerheiligenkirche | Allerheiligengasse 19 (Karte)                                            |           | mit Ausstattung |    |
| weitere Bilder Fotos hochladen          | Wohnhaus | Am Frauentor 6 (Karte)                                                   |           | |    |
| weitere Bilder Fotos hochladen          | Antoniusmühle, Gaststätte | Am Frauentor 7, Flur 49, Flurstück 144 (Karte)                           |           | |    |
| weitere Bilder Fotos hochladen          | Antoniusmühle, Mühlengebäude | Am Frauentor 7, Flur 49, Flurstück 144 (Karte)                           |           | |    |
| weitere Bilder Fotos hochladen          | Antoniusmühle, Scheune | Am Frauentor 7, Flur 49, Flurstück 144 (Karte)                           |           | |    |
| weitere Bilder Fotos hochladen          | Wohnhaus | Am Frauentor 9 (Karte)                                                   |           | |    |
| weitere Bilder Fotos hochladen          | Bauernkriegs-Denkmal | Am Rieseninger Berg oh. Nr. (Karte)                                      |           | Denkstein des Verschönerungsvereins zu Mühlhausen zur Erinnerung an den Bauernkrieg 1525, am 14. Juli 1901 eingeweiht. |    |
| BW                                      | Forsthaus | Am Stadtwald 59 (Karte)                                                  |           | |    |
| BW                                      | Wohnhaus mit Einfriedung | Ammerstraße 27 (Karte)                                                   |           | |    |
| weitere Bilder Fotos hochladen          | Wohnhaus | An der Burg 10 (Karte)                                                   |           | |    |
| weitere Bilder Fotos hochladen          | Wohnhaus | An der Burg 12 (Karte)                                                   |           | |    |
| BW                                      | Nebengebäude | An der Burg 12 (Karte)                                                   |           | |    |
| weitere Bilder Fotos hochladen          | Wohnhaus | An der Burg 14 (Karte)                                                   |           | |    |
| weitere Bilder Fotos hochladen          | Tilesius-Gymnasium, Schulgebäude                                                                                                  | An der Burg 19 (Karte)                                                   |           | |    |
| BW                                      | Tilesius-Gymnasium, Turnhalle | An der Burg 19 (Karte)                                                   |           | |    |
| BW                                      | Wohnhaus | An der Burg 23 (Karte)                                                   |           | |    |
| BW                                      | Wohnhaus | An der Burg 24 (Karte)                                                   |           | |    |
| weitere Bilder Fotos hochladen          | Gerberei J. Stölcker | Auf dem Damme 2–4, Flur 44, Flurstücke 481/257, 407/258, 409/256 (Karte) |           | |    |
| weitere Bilder Fotos hochladen          | Wohnhaus | August-Bebel-Straße 29 (Karte)                                           |           | |    |
| BW                                      | Nebengebäude | August-Bebel-Straße 29 (Karte)                                           |           | |    |
| weitere Bilder Fotos hochladen          | Wohnhaus | August-Bebel-Straße 30 (Karte)                                           |           | |    |
| weitere Bilder Fotos hochladen          | Wohnhaus | August-Bebel-Straße 37 (Karte)                                           |           | |    |
| BW                                      | Wohnhaus | August-Bebel-Straße 43, 44 (Karte)                                       |           | |    |
| BW                                      | Wohnhaus | August-Bebel-Straße 53 (Karte)                                           |           | |    |
| weitere Bilder Fotos hochladen          | Wohnhaus | August-Bebel-Straße 55, 56 (Karte)                                       |           | |    |
| Fotos hochladen                         | Einfriedung | August-Bebel-Straße 55, 56 (Karte)                                       |           | |    |
| weitere Bilder Fotos hochladen          | Wohnhaus | August-Bebel-Straße 57 (Karte)                                           |           | |    |
| weitere Bilder Fotos hochladen          | Wohnhaus | August-Bebel-Straße 58 (Karte)                                           |           | |    |
| BW                                      | Remise | August-Bebel-Straße 58 (Karte)                                           |           | |    |
| weitere Bilder Fotos hochladen          | Denkmal für die Opfer des Faschismus                                                                                              | Bahnhofsplatz o. Nr. (Karte)                                             |           | |    |
| weitere Bilder Fotos hochladen          | Wohnhaus mit Einfriedung | Bahnhofsplatz 1 (Karte)                                                  |           | |    |
| weitere Bilder Fotos hochladen          | Wohnhaus | Bahnhofsplatz 3 (Karte)                                                  |           | |    |
| weitere Bilder Fotos hochladen          | Bahnhofsgebäude mit Nebengebäuden                                                                                                 | Bahnhofsplatz 6 (Karte)                                                  |           | |    |
| BW                                      | Wohnbebauung Thomas-Müntzer-Haus                                                                                                  | Bahnhofstraße 25, 26, 27 (Karte)                                         |           | |    |
| weitere Bilder Fotos hochladen          | Evangelische Pfarrkirche St. Nikolai                                                                                              | Bastmarkt 24 (Karte)                                                     |           | |    |
| BW                                      | Dieselmotorenhalle | Bastmarkt 34 (Karte)                                                     |           | |    |
| BW                                      | Feuerwache | Bastmarkt 36, Wahlstraße 96 (Karte)                                      |           | |    |
| weitere Bilder Fotos hochladen          | Marienkirche | Bei der Marienkirche o. Nr., Obermarkt (Karte)                           |           | mit künstlerische Ausstattung                                                                                          |    |
| weitere Bilder Fotos hochladen          | Wohnhaus | Bei der Marienkirche 2 (Karte)                                           |           | |    |
| weitere Bilder Fotos hochladen          | Wohnhaus | Bei der Marienkirche 4 (Karte)                                           |           | |    |
| weitere Bilder Fotos hochladen          | Hofanlage | Bei der Marienkirche 5 (Karte)                                           |           | |    |
| weitere Bilder Fotos hochladen          | Lutterothsche Hof | Bei der Marienkirche 6 (Karte)                                           |           | |    |
| weitere Bilder Fotos hochladen          | Wohnhaus | Bei der Marienkirche 7 (Karte)                                           |           | |    |
| weitere Bilder Fotos hochladen          | Wohnhaus mit Nebengebäude | Bei der Marienkirche 8 (Karte)                                           |           | |    |
| weitere Bilder Fotos hochladen          | Pfarrhaus mit Torhaus, Deutschordenshof der Oberstadt                                                                             | Bei der Marienkirche 9,Herrenstraße 1 (Karte)                            |           | |    |
| weitere Bilder Fotos hochladen          | Wohn- und Geschäftshaus | Bei der Marienkirche 17 (Karte)                                          |           | |    |
| BW                                      | Kaserne, Arsenal der Ulanen | Blobach 1a (Karte)                                                       |           | |    |
| weitere Bilder Fotos hochladen          | Katholische Kirche St. Bonifatius                                                                                                 | Blobach 5 (Karte)                                                        |           | mit künstlerische Ausstattung                                                                                          |    |
| Fotos hochladen                         | Wohnhaus | Blobach 5c (Karte)                                                       |           | |    |
| BW                                      | Wohnhaus | Borngasse 4; Kuttelgasse 14 (Karte)                                      |           | |    |
| weitere Bilder Fotos hochladen          | Sparkassengebäude | Brückenstraße 5 (Karte)                                                  |           | |    |
| weitere Bilder Fotos hochladen          | Geschäftshaus | Brückenstraße 9 (Karte)                                                  |           | |    |
| BW                                      | Wohn- und Geschäftshaus | Brückenstraße 10 (Karte)                                                 |           | |    |
| weitere Bilder Fotos hochladen          | Rentamt des Brückenklosters | Brückenstraße 31 (Karte)                                                 |           | |    |
| BW                                      | Mauerfragment | Brückenstraße 32 (Karte)                                                 |           | |    |
| weitere Bilder Fotos hochladen          | Wohn- und Geschäftshaus | Brunnenkreßstraße 4 (Karte)                                              |           | |    |
| BW                                      | Wohnhaus | Brunnenstraße 24 (Karte)                                                 |           | |    |
| BW                                      | Einfriedung | Brunnenstraße 24 (Karte)                                                 |           | |    |
| BW                                      | Casino | Brunnenstraße 29 (Karte)                                                 |           | |    |
| BW                                      | Villa | Dr.-Wilhelm-Külz-Straße 20 (Karte)                                       |           | |    |
| BW                                      | Ehemaliger Friedhof, sogenannter Alter Friedhof                                                                                   | Eisenacher Straße 17 (Karte)                                             |           | |    |
| BW                                      | Friedhofskapelle | Eisenacher Straße 17 (Karte)                                             |           | |    |
| weitere Bilder Fotos hochladen          | Jüdischer Friedhof | Eisenacher Straße 17 (Karte)                                             |           | |    |
| BW                                      | Fabrikgebäude Zigarrenfabrik Franz Riebel                                                                                         | Eisenacher Straße 40 (Karte)                                             |           | |    |
| BW                                      | Brunnenanlage | Entenbühl o. Nr.; Brückenstraße (Karte)                                  |           | |    |
| weitere Bilder Fotos hochladen          | Ehemaliges Gerberhaus | Entenbühl 3 (Karte)                                                      |           | |    |
| weitere Bilder Fotos hochladen          | Hofanlage | Erfurter Straße 2 (Karte)                                                |           | |    |
| weitere Bilder Fotos hochladen          | Wohnhaus | Erfurter Straße 3 (Karte)                                                |           | |    |
| weitere Bilder Fotos hochladen          | Wohnhaus | Erfurter Straße 4 (Karte)                                                |           | |    |
| BW                                      | Wohn- und Geschäftshaus | Erfurter Straße 8 (Karte)                                                |           | |    |
| weitere Bilder Fotos hochladen          | Wohnhaus | Erfurter Straße 11 (Karte)                                               |           | |    |
| weitere Bilder Fotos hochladen          | Wohnhaus | Erfurter Straße 14 (Karte)                                               |           | |    |
| BW                                      | westliches Nebengebäude | Erfurter Straße 14 (Karte)                                               |           | |    |
| Fotos hochladen                         | Wohnhaus | Erfurter Straße 19 (Karte)                                               |           | |    |
| weitere Bilder Fotos hochladen          | Wohnhaus | Erfurter Straße 30 (Karte)                                               |           | |    |
| BW                                      | westliches Nebengebäude | Erfurter Straße 30 (Karte)                                               |           | |    |
| BW                                      | Wohnhaus | Erfurter Straße 32 (Karte)                                               |           | |    |
| BW                                      | östliches Nebengebäude | Erfurter Straße 32 (Karte)                                               |           | |    |
| weitere Bilder Fotos hochladen          | Wohnhaus | Erfurter Straße 34, 35 (Karte)                                           |           | |    |
| weitere Bilder Fotos hochladen          | Wohnhaus | Erfurter Straße 36 (Karte)                                               |           | |    |
| BW                                      | westliches Nebengebäude | Erfurter Straße 36 (Karte)                                               |           | |    |
| BW                                      | Wohnhaus | Felchtaer Straße 6 (Karte)                                               |           | |    |
| weitere Bilder Fotos hochladen          | Wohnhaus | Felchtaer Straße 10 (Karte)                                              |           | |    |
| weitere Bilder Fotos hochladen          | Nebengebäude | Felchtaer Straße 10 (Karte)                                              |           | |    |
| weitere Bilder Fotos hochladen          | Einfriedung | Felchtaer Straße 10 (Karte)                                              |           | |    |
| BW                                      | Wohnhaus | Felchtaer Straße 18 (Karte)                                              |           | |    |
| weitere Bilder Fotos hochladen          | Wohnhaus | Felchtaer Straße 26 (Karte)                                              |           | |    |
| BW                                      | Nebengebäude | Felchtaer Straße 26 (Karte)                                              |           | |    |
| weitere Bilder Fotos hochladen          | Hofanlage | Felchtaer Straße 28 (Karte)                                              |           | |    |
| weitere Bilder Fotos hochladen          | Wohnhaus | Felchtaer Straße 30 (Karte)                                              |           | |    |
| BW                                      | westliches Nebengebäude | Felchtaer Straße 30 (Karte)                                              |           | |    |
| weitere Bilder Fotos hochladen          | Hofanlage | Felchtaer Straße 31, 31a (Karte)                                         |           | |    |
| Fotos hochladen                         | Wohnhaus | Felchtaer Straße 33 (Karte)                                              |           | |    |
| BW                                      | westliches Nebengebäude | Felchtaer Straße 33 (Karte)                                              |           | |    |
| BW                                      | Wohnhaus | Felchtaer Straße 34 (Karte)                                              |           | |    |
| BW                                      | westliches Nebengebäude | Felchtaer Straße 34 (Karte)                                              |           | |    |
| BW                                      | Brunnen | Felchtaer Straße 34 (Karte)                                              |           | |    |
| weitere Bilder Fotos hochladen          | Wohnhaus | Felchtaer Straße 36 (Karte)                                              |           | |    |
| BW                                      | Georgischule, Schulgebäude | Feldstraße 83 (Karte)                                                    |           | |    |
| BW                                      | Georgischule, Turnhalle | Feldstraße 83 (Karte)                                                    |           | |    |
| BW                                      | Georgischule, Toilettengebäude | Feldstraße 83 (Karte)                                                    |           | |    |
| BW                                      | Wohnhaus | Feldstraße 160 (Karte)                                                   |           | |    |
| BW                                      | Königliche Webe- und Wirkschule                                                                                                   | Friedensstraße 1 (Karte)                                                 |           | |    |
| BW                                      | Wohnhaus | Goetheweg 128 (Karte)                                                    |           | |    |
| BW                                      | Wohnhaus | Goetheweg 129 (Karte)                                                    |           | |    |
| BW                                      | Wohnhaus | Goetheweg 25 (Karte)                                                     |           | |    |
| weitere Bilder Fotos hochladen          | Wohnhaus | Görmarstraße 1 (Karte)                                                   |           | |    |
| weitere Bilder Fotos hochladen          | Wohnhaus | Görmarstraße 4 (Karte)                                                   |           | |    |
| BW                                      | Nebengebäude | Görmarstraße 4 (Karte)                                                   |           | |    |
| weitere Bilder Fotos hochladen          | Wohnhaus | Görmarstraße 5 (Karte)                                                   |           | |    |
| BW                                      | Hofanlage | Görmarstraße 45 (Karte)                                                  |           | |    |
| weitere Bilder Fotos hochladen          | Hofanlage, ehemalige Gerberei und ehemalige Schlosserei                                                                           | Görmarstraße 67 (Karte)                                                  |           | |    |
| weitere Bilder Fotos hochladen          | Wohnhaus Zum Schiffchen | Görmarstraße 68 (Karte)                                                  |           | |    |
| weitere Bilder Fotos hochladen          | Wohnhaus | Grasegasse 2 (Karte)                                                     |           | |    |
| weitere Bilder Fotos hochladen          | Wohnhaus | Güldene Ecke 4 (Karte)                                                   |           | |    |
| BW                                      | Gut Sambach: Gutshaus | Gutsstraße 1 (Karte)                                                     |           | |    |
| BW                                      | Gut Sambach: Torhaus | Gutsstraße 1 (Karte)                                                     |           | |    |
| BW                                      | Gerberei | Hanfsack 26 (Karte)                                                      |           | |    |
| weitere Bilder Fotos hochladen          | Hofanlage Hauptmannshof | Hauptmannstraße 7 (Karte)                                                |           | |    |
| weitere Bilder Fotos hochladen          | Wohnhaus | Herrenstraße 4 (Karte)                                                   |           | |    |
| weitere Bilder Fotos hochladen          | Wohnhaus | Herrenstraße 5 (Karte)                                                   |           | |    |
| BW                                      | westliches Nebengebäude | Herrenstraße 5 (Karte)                                                   |           | |    |
| weitere Bilder Fotos hochladen          | Wohnhaus | Herrenstraße 6 (Karte)                                                   |           | |    |
| BW                                      | Wohnhaus | Herrenstraße 12 (Karte)                                                  |           | |    |
| weitere Bilder Fotos hochladen          | Wohnhaus | Herrenstraße 19 (Karte)                                                  |           | |    |
| BW                                      | Nebengebäude | Herrenstraße 19 (Karte)                                                  |           | |    |
| weitere Bilder Fotos hochladen          | Wohnhaus | Herrenstraße 23 (Karte)                                                  |           | |    |
| weitere Bilder Fotos hochladen          | Wohnhaus | Herrenstraße 24 (Karte)                                                  |           | |    |
| BW                                      | Wohnhaus mit Torfahrt | Hinterm neuen Brunnen 37 (Karte)                                         |           | |    |
| BW                                      | Kugelleichsmühle | Hinterm neuen Brunnen 38 (Karte)                                         |           | |    |
| weitere Bilder Fotos hochladen          | Wohnhaus, sogenannter Zellscher Hof                                                                                               | Holzstraße 1 (Karte)                                                     |           | |    |
| weitere Bilder Fotos hochladen          | Wohnhaus | Holzstraße 4 (Karte)                                                     |           | |    |
| Fotos hochladen                         | Hofanlage | Holzstraße 7 (Karte)                                                     |           | |    |
| BW                                      | Wohnhaus mit Nebengebäude | Holzstraße 10 (Karte)                                                    |           | |    |
| Fotos hochladen                         | Wohnhaus mit östlichen Nebengebäude                                                                                               | Holzstraße 11 (Karte)                                                    |           | |    |
| Fotos hochladen                         | Wohnhaus mit östlichen Nebengebäude                                                                                               | Holzstraße 12 (Karte)                                                    |           | |    |
| weitere Bilder Fotos hochladen          | ehemaliges Spitalgebäude / Antoniusspital                                                                                         | Holzstraße 13 (Karte)                                                    |           | |    |
| weitere Bilder Fotos hochladen          | Kapelle / Antoniuskapelle, Antoniushospital                                                                                       | Holzstraße 13 (Karte)                                                    |           | |    |
| Fotos hochladen                         | Wohnhaus | Holzstraße 15 (Karte)                                                    |           | |    |
| Fotos hochladen                         | Wohnhaus | Holzstraße 31 (Karte)                                                    |           | |    |
| Fotos hochladen                         | Wohnhaus | Jakobistraße 8 (Karte)                                                   |           | |    |
| Fotos hochladen                         | Wohnhaus | Jakobistraße 15 (Karte)                                                  |           | |    |
| Fotos hochladen                         | Wohnhaus mit westlichem Nebengebäude                                                                                              | Jakobistraße 17 (Karte)                                                  |           | |    |
| weitere Bilder Fotos hochladen          | Denkmal / Thomas-Müntzer-Denkmal                                                                                                  | Johannisstraße o. Nr. (Karte)                                            |           | |    |
| Fotos hochladen                         | Reithalle | Johannisstraße 11 (Karte)                                                |           | |    |
| Fotos hochladen                         | Stadtmauerfragment | Johannisstraße 22, 24 (Karte)                                            |           | |    |
| Fotos hochladen                         | Wohnhaus | Johannisstraße 35 (Karte)                                                |           | |    |
| BW                                      | Wohnhaus | Johannisstraße 40 (Karte)                                                |           | |    |
| BW                                      | Wohnhaus mit Remise | Johannisstraße 51 (Karte)                                                |           | |    |
| BW                                      | Wohnhaus mit Einfriedung | Johannisstraße 53 (Karte)                                                |           | |    |
| BW                                      | Küsterhaus | Johann-Sebastian-Bach-Platz 3 (Karte)                                    |           | |    |
| BW                                      | Diakonat | Johann-Sebastian-Bach-Platz 4 (Karte)                                    |           | |    |
| Fotos hochladen                         | Wohnhaus | Jüdenstraße 12 (Karte)                                                   |           | |    |
| Fotos hochladen                         | Wohnhaus | Jüdenstraße 14 (Karte)                                                   |           | |    |
| Fotos hochladen                         | Synagoge und Gemeindehaus | Jüdenstraße 24 (Karte)                                                   |           | |    |
| Fotos hochladen                         | Wohn- und Geschäftshaus mit Nebengebäude                                                                                          | Jüdenstraße 32 (Karte)                                                   |           | |    |
| Fotos hochladen                         | Wohn- und Geschäftshaus | Jüdenstraße 44 (Karte)                                                   |           | |    |
| BW                                      | Wohnhaus | Karl-Liebknecht-Straße 36a (Karte)                                       |           | |    |
| BW                                      | Wohnhaus | Karl-Marx-Straße 14 (Karte)                                              |           | |    |
| weitere Bilder Fotos hochladen          | Schule mit Turnhalle / Thomas-Müntzer-Schule                                                                                      | Karl-Marx-Straße 35 (Karte)                                              |           | |    |
| BW                                      | Wohnblock | Kasseler Straße 48, 49, 50 (Karte)                                       |           | |    |
| BW                                      | Wohnhaus mit Nebengebäude | Kilianistraße 2 (Karte)                                                  |           | |    |
| BW                                      | Wohnhaus mit Nebengebäude | Kilianistraße 3 (Karte)                                                  |           | |    |
| BW                                      | Wohnhaus mit nördlichen Nebengebäude                                                                                              | Kilianistraße 6 (Karte)                                                  |           | |    |
| BW                                      | Wohnhaus | Kilianistraße 33 (Karte)                                                 |           | |    |
| weitere Bilder Fotos hochladen          | Kirche / Ev. Pfarrkirche St. Martini                                                                                              | Kiliansgraben o. Nr.; Thomas-Müntzer-Straße (Karte)                      |           | |    |
| Fotos hochladen                         | Fabrikantenvilla | Kiliansgraben 10 (Karte)                                                 |           | |    |
| Fotos hochladen                         | Fabrikantenvilla | Kiliansgraben 12 (Karte)                                                 |           | |    |
| BW                                      | Wohnhaus mit südlichem Nebengebäude                                                                                               | Klosterstraße 5 (Karte)                                                  |           | |    |
| BW                                      | Wohnhaus mit westlichem Nebengebäude                                                                                              | Klosterstraße 13 (Karte)                                                 |           | |    |
| weitere Bilder Fotos hochladen          | Kirche / Kornmarktkirche | Kornmarkt o. Nr. (Karte)                                                 |           | |    |
| BW                                      | Apotheke / Brauhaus 'Zum Löwen'                                                                                                   | Kornmarkt 3 (Karte)                                                      |           | |    |
| BW                                      | Wohn- und Geschäftshaus | Kornmarkt 5, 6 (Karte)                                                   |           | |    |
| BW                                      | Mühle / Kreuzmühle | Kreuzgraben 1, 1a, 1b; Sondershäuser Straße 52 (Karte)                   |           | |    |
| BW                                      | Kapelle mit Ausstattung / Ev. Annenkapelle                                                                                        | Kristanplatz 1 (Karte)                                                   |           | |    |
| BW                                      | Sporthalle | Kristanplatz 10 (Karte)                                                  |           | |    |
| BW                                      | Pfarrhaus | Kristanplatz 2 (Karte)                                                   |           | |    |
| BW                                      | Museum | Kristanplatz 7 (Karte)                                                   |           | |    |
| Fotos hochladen                         | Mühle / Burgmühle | Krümme 15; An der Burg 001 (Karte)                                       |           | |    |
| weitere Bilder Fotos hochladen          | Speichergebäude | Kurze Jakobistraße 4a (Karte)                                            |           | |    |
| BW                                      | Gerberhaus mit Nebengebäude | Kuttelgasse 6 (Karte)                                                    |           | |    |
| BW                                      | Gerberhaus mit Nebengebäude | Kuttelgasse 7 (Karte)                                                    |           | |    |
| BW                                      | Gerberhaus | Kuttelgasse 9 (Karte)                                                    |           | |    |
| Fotos hochladen                         | Wohnhaus | Kuttelgasse 10 (Karte)                                                   |           | |    |
| Fotos hochladen                         | Fabrikantenvilla | Lindenbühl 5 (Karte)                                                     |           | |    |
| Fotos hochladen                         | Wohnhaus | Lindenbühl 8 (Karte)                                                     |           | |    |
| Fotos hochladen                         | Fabrikantenvilla | Lindenbühl 9 (Karte)                                                     |           | |    |
| BW                                      | Wohnhaus | Lindenbühl 16 (Karte)                                                    |           | |    |
| BW                                      | Wohnhaus | Lindenbühl 18 (Karte)                                                    |           | |    |
| Fotos hochladen                         | Fabrikantenvilla | Lindenbühl 18a (Karte)                                                   |           | |    |
| Fotos hochladen                         | Wohnhaus | Lindenbühl 26 (Karte)                                                    |           | |    |
| Fotos hochladen                         | Verwaltungsgebäude / Landratsamt                                                                                                  | Lindenbühl 28, 29 (Karte)                                                |           | |    |
| Fotos hochladen                         | Wohnhaus | Lindenbühl 35 (Karte)                                                    |           | |    |
| Fotos hochladen                         | Wohn- und Geschäftshaus | Linsenstraße 2 (Karte)                                                   |           | |    |
| Fotos hochladen                         | Wohn- und Geschäftshaus | Linsenstraße 3 (Karte)                                                   |           | |    |
| BW                                      | Wohn-und Geschäftshaus | Linsenstraße 4 (Karte)                                                   |           | |    |
| BW                                      | Wohn- und Geschäftshaus | Linsenstraße 5 (Karte)                                                   |           | |    |
| BW                                      | Wohn- und Geschäftshaus | Linsenstraße 6 (Karte)                                                   |           | |    |
| Fotos hochladen                         | Wohn- und Geschäftshaus | Linsenstraße 32 (Karte)                                                  |           | |    |
| Fotos hochladen                         | Wohnhaus | Losengasse 2 (Karte)                                                     |           | |    |
| BW                                      | Schule mit Turnhalle | Meißnersgasse 1b (Karte)                                                 |           | |    |
| weitere Bilder Fotos hochladen          | Wohnhaus | Neue Straße 2 (Karte)                                                    |           | |    |
| weitere Bilder Fotos hochladen          | Schule / Kath. Stadtgymnasium | Neue Straße 10 (Karte)                                                   |           | |    |
| weitere Bilder Fotos hochladen          | Syndikatsgebäude mit Nebengebäude                                                                                                 | Neue Straße 11 (Karte)                                                   |           | |    |
| Fotos hochladen                         | Kaiserliches Postamt | Obermarkt 1, 3 (Karte)                                                   |           | |    |
| Fotos hochladen                         | Wohnhaus | Obermarkt 9 (Karte)                                                      |           | |    |
| Fotos hochladen                         | Wohnhaus mit Nebengebäude | Obermarkt 11 (Karte)                                                     |           | |    |
| Fotos hochladen                         | Wohn- und Geschäftshaus mit Nebengebäude                                                                                          | Obermarkt 13, 14; Hoyergasse 11 (Karte)                                  |           | |    |
| Fotos hochladen                         | Wohn- und Geschäftshaus mit Nebengebäude                                                                                          | Obermarkt 16 (Karte)                                                     |           | |    |
| Fotos hochladen                         | Gasthaus / Goldener Löwe | Obermarkt 18 (Karte)                                                     |           | |    |
| Fotos hochladen                         | Wohn- und Geschäftshaus | Obermarkt 19 (Karte)                                                     |           | |    |
| Fotos hochladen                         | Wohn- und Geschäftshaus | Obermarkt 20 (Karte)                                                     |           | |    |
| Fotos hochladen                         | Verwaltungsgebäude / ehem. Brotlaube                                                                                              | Obermarkt 21 (Karte)                                                     |           | |    |
| weitere Bilder Fotos hochladen          | Kirche mit künstlerische Ausstattung / Ev. Pfarrkirche St. Petri                                                                  | Petristeinweg o. Nr. (Karte)                                             |           | |    |
| BW                                      | Schule mit Nebengebäuden / Petrischule                                                                                            | Petriteich 14 (Karte)                                                    |           | |    |
| BW                                      | Pfarrhaus mit Gemeindesaal / St. Petri - St. Margarethen                                                                          | Petriteich 20, 20a (Karte)                                               |           | |    |
| BW                                      | Krankenhauskomplex mit Ärztewohnhäusern, Parkanlage, Brunnen und Stützmauer / Ökumenisches Hainich Klinikum Mühlhausen Pfafferode | Pfafferode 102; Wanfrieder Landstraße (Karte)                            |           | |    |
| BW                                      | Gutsanlage / Gut Pfafferode | Pfafferode 131, 132 (Karte)                                              |           | |    |
| BW                                      | Denkmal / Karl-Steinhäuser-Denkmal                                                                                                | Pfortenstraße o. Nr. (Karte)                                             |           | |    |
| Fotos hochladen                         | Wohnhaus | Pfortenteich 8 (Karte)                                                   |           | |    |
| Fotos hochladen                         | Wohnhaus | Pfortenteich 9 (Karte)                                                   |           | |    |
| Fotos hochladen                         | Wohnhaus | Pfortenteich 9a                                                          |           | |    |
| weitere Bilder Fotos hochladen          | Brunnenhaus / Popperöder Quelle                                                                                                   | Quellenweg o. Nr. (Karte)                                                |           | |    |
| weitere Bilder Fotos hochladen          | Rathaus | Ratsstraße 19 (Karte)                                                    |           | |    |
| Fotos hochladen                         | Bürgerhaus | Ratsstraße 23 (Karte)                                                    |           | |    |
| Fotos hochladen                         | Gasthof / Weißer Schwan | Ratsstraße 25 (Karte)                                                    |           | |    |
| BW                                      | Wohnhaus | Röblingstraße 5 (Karte)                                                  |           | |    |
| Fotos hochladen                         | Wohn- und Geschäftshaus | Röblingstraße 7 (Karte)                                                  |           | |    |
| weitere Bilder Fotos hochladen          | Kirche / Jakobikirche | Sankt Jakobi 1 (Karte)                                                   |           | |    |
| BW                                      | Wohnhaus mit Nebengebäude | Sankt Jakobi 22 (Karte)                                                  |           | |    |
| BW                                      | Gefallenenmahnmal / Löwendenkmal                                                                                                  | Schillerweg o. Nr. (Karte)                                               |           | |    |
| BW                                      | Wohnhaus mit Einfriedung | Schillerweg 1 (Karte)                                                    |           | |    |
| BW                                      | Wohnhaus | Schillerweg 11 (Karte)                                                   |           | |    |
| BW                                      | Villa / Villa Rosenhof | Schillerweg 52 (Karte)                                                   |           | |    |
| BW                                      | Wohnhaus | Schillerweg 56 (Karte)                                                   |           | |    |
| BW                                      | Königliches Lehrerseminargebäude mit Direktorenhaus                                                                               | Schillerweg 59, 60 (Karte)                                               |           | |    |
| BW                                      | Wohnhaus | Schillerweg 75; Goetheweg 1 (Karte)                                      |           | |    |
| BW                                      | Wasserwerk / Wasserwerk Poppenrode                                                                                                | Schneidemühlenweg 18 (Karte)                                             |           | |    |
| weitere Bilder Fotos hochladen          | Kirche mit Ausstattung / Ev. Pfarrkirche St. Georgii                                                                              | Sondershäuser Straße o. Nr. (Karte)                                      |           | |    |
| Fotos hochladen                         | Fabrikantenvilla | Sondershäuser Straße 8 (Karte)                                           |           | |    |
| BW                                      | Wohnhaus | Stadtbergstraße 27 (Karte)                                               |           | |    |
| Direkt Bild zu diesem Denkmal hochladen | Denkmal / Wiesenthal-Denkmal | Stadtpark o. Nr.                                                         |           | |    |
| BW                                      | Kino / Filmpalast Central | Stätte 1b (Karte)                                                        |           | |    |
| Fotos hochladen                         | Wohn- und Geschäftshaus | Steinweg 3 (Karte)                                                       |           | |    |
| Fotos hochladen                         | Wohn- und Geschäftshaus mit Gasthaus / Zum Postkeller                                                                             | Steinweg 6 (Karte)                                                       |           | |    |
| Fotos hochladen                         | Wohn- und Geschäftshaus | Steinweg 7 (Karte)                                                       |           | |    |
| Fotos hochladen                         | Wohn- und Geschäftshaus | Steinweg 33 (Karte)                                                      |           | |    |
| Fotos hochladen                         | Wohn- und Geschäftshaus | Steinweg 43 (Karte)                                                      |           | |    |
| BW                                      | Leimsiederei | Steinweg 45 (Karte)                                                      |           | |    |
| Fotos hochladen                         | Wohn- und Geschäftshaus | Steinweg 51 (Karte)                                                      |           | |    |
| BW                                      | Waisen- und Arbeitshaus | Steinweg 58 (Karte)                                                      |           | |    |
| Fotos hochladen                         | Schulgebäude | Steinweg 59 (Karte)                                                      |           | |    |
| Fotos hochladen                         | Gasthaus / Mühlhäuser Hof | Steinweg 65 (Karte)                                                      |           | |    |
| Fotos hochladen                         | Hofanlage | Steinweg 75 (Karte)                                                      |           | |    |
| Fotos hochladen                         | Wohn- und Geschäftshaus mit westlichen Nebengebäude                                                                               | Steinweg 77 (Karte)                                                      |           | |    |
| Fotos hochladen                         | Hofanlage | Steinweg 84 (Karte)                                                      |           | |    |
| BW                                      | Kapelle mit Einfriedung / Baptisten-Kapelle                                                                                       | Stülerstraße 1b (Karte)                                                  |           | |    |
| BW                                      | Wohnhaus | Thälmannstraße 18 (Karte)                                                |           | |    |
| BW                                      | Fabrikantenvilla | Thälmannstraße 28 (Karte)                                                |           | |    |
| BW                                      | Fabrikantenvilla | Thälmannstraße 38 (Karte)                                                |           | |    |
| BW                                      | Wohnhaus mit Einfriedung | Thälmannstraße 4 (Karte)                                                 |           | |    |
| BW                                      | Wohnhaus | Thälmannstraße 9 (Karte)                                                 |           | |    |
| BW                                      | Wohnhaus mit Einfriedung | Thomas-Müntzer-Straße 23 (Karte)                                         |           | |    |
| BW                                      | Verwaltungsgebäude Gas-und Wasserwerke                                                                                            | Thomas-Müntzer-Straße 7 (Karte)                                          |           | |    |
| Fotos hochladen                         | Wohnhaus | Unter der Linde 4 (Karte)                                                |           | |    |
| weitere Bilder Fotos hochladen          | Kirche mit künstlerische Ausstattung / Kilianikirche                                                                              | Unter der Linde 7 (Karte)                                                |           | |    |
| Fotos hochladen                         | Wohn- und Geschäftshaus | Unter der Linde 12 (Karte)                                               |           | |    |
| weitere Bilder Fotos hochladen          | Kirche mit Ausstattung / Ev. Pfarrkirche Divi Blasii                                                                              | Untermarkt o. Nr.; Johann-Sebastian-Bach-Platz o. Nr. (Karte)            |           | |    |
| Fotos hochladen                         | Wohnhaus | Untermarkt 6 (Karte)                                                     |           | |    |
| Fotos hochladen                         | Hofanlage / Beurenhof; Bürenhof                                                                                                   | Untermarkt 7 (Karte)                                                     |           | |    |
| Fotos hochladen                         | Wohnhaus mit Nebengebäuden | Untermarkt 11 (Karte)                                                    |           | |    |
| Fotos hochladen                         | Wohnhaus mit Gartenpavillon und Brunnen                                                                                           | Untermarkt 12 (Karte)                                                    |           | |    |
| Fotos hochladen                         | Wohnhaus mit östlichen Nebengebäuden                                                                                              | Untermarkt 13 (Karte)                                                    |           | |    |
| Fotos hochladen                         | Wohn- und Geschäftshaus mit östlichem Nebengebäude                                                                                | Untermarkt 14 (Karte)                                                    |           | |    |
| Fotos hochladen                         | Wohnhaus mit Nebengebäuden | Untermarkt 15 (Karte)                                                    |           | |    |
| Fotos hochladen                         | Wohnhaus mit östlichem Nebengebäude                                                                                               | Untermarkt 16 (Karte)                                                    |           | |    |
| Fotos hochladen                         | Wohnhaus mit Torhaus, westlichem Nebengebäude und Brunnen                                                                         | Untermarkt 23 (Karte)                                                    |           | |    |
| Fotos hochladen                         | Wohn- und Geschäftshaus mit Nebengebäuden                                                                                         | Untermarkt 31 (Karte)                                                    |           | |    |
| Fotos hochladen                         | Gasthaus / Mälzerhof | Untermarkt 35 (Karte)                                                    |           | |    |
| BW                                      | Speichergebäude | Wahlstraße 45 (Karte)                                                    |           | |    |
| Fotos hochladen                         | Wohn- und Geschäftshaus mit östlichem Nebengebäude                                                                                | Wahlstraße 61 (Karte)                                                    |           | |    |
| weitere Bilder Fotos hochladen          | Wohnhaus / Braumeisterhaus | Wahlstraße 69 (Karte)                                                    |           | |    |
| Fotos hochladen                         | Wohnhaus | Wahlstraße 90 (Karte)                                                    |           | |    |
| weitere Bilder Fotos hochladen          | Kirche / Kath. Pfarrkirche St. Josef                                                                                              | Waidstraße o. Nr.; Karl-Marx-Straße (Karte)                              |           | |    |
| BW                                      | Wohnhaus | Wanfrieder Straße 31 (Karte)                                             |           | |    |
| BW                                      | Gasthof / Roter Hirsch | Wanfrieder Straße 32 (Karte)                                             |           | |    |
| BW                                      | Wohnhaus | Wanfrieder Straße 50 (Karte)                                             |           | |    |
| BW                                      | Wohnhaus | Wanfrieder Straße 57 (Karte)                                             |           | |    |
| BW                                      | Wohnhaus | Wanfrieder Straße 58, 59 (Karte)                                         |           | |    |
| BW                                      | Wohnhaus | Wanfrieder Straße 76, 77 (Karte)                                         |           | |    |
| BW                                      | Gartenhaus | Wanfrieder Straße 132 (Karte)                                            |           | |    |
| BW                                      | Fabrikantenvilla mit Einfriedung und Fabrikgebäude                                                                                | Wanfrieder Straße 133 (Karte)                                            |           | |    |
| BW                                      | Wohnhaus | Wanfrieder Straße 142 (Karte)                                            |           | |    |
| BW                                      | Wohnhaus | Wanfrieder Straße 195 (Karte)                                            |           | |    |
| Fotos hochladen                         | Pfarrhaus | Wanfrieder Straße 197 (Karte)                                            |           | |    |
| weitere Bilder Fotos hochladen          | Hofanlage | Zinkengasse 36; Johannisstraße 23 (Karte)                                |           | |    |
| BW                                      | Mühle / Mittelmühle | Zur roten Löwenmühle 23, 23a (Karte)                                     |           | |    |
| weitere Bilder Fotos hochladen          | Ruine der Kirche und des Domikanerklosters St. Petri und Pauli                                                                    | (Karte)                                                                  |           | |    |

### Bollstedt
| Bild                           | Bezeichnung                        | Lage                      | Datierung | Beschreibung    | ID |
| ------------------------------ | ---------------------------------- | ------------------------- | --------- | --------------- | -- |
| BW                             | Hoftor und Hofpforte               | Kirchstraße 11 (Karte)    |           |                 |    |
| BW                             | Haustür                            | Pfarrstraße 13 (Karte)    |           |                 |    |
| weitere Bilder Fotos hochladen | Evangelische Kirche St. Bonifatius | Riedstraße o. Nr. (Karte) |           | mit Ausstattung |    |
| BW                             | Hofanlage                          | Riedstraße 1 (Karte)      |           |                 |    |
| BW                             | Hofanlage                          | Riedstraße 7 (Karte)      |           |                 |    |

### Eigenrieden
| Bild                                    | Bezeichnung                                                          | Lage                             | Datierung | Beschreibung | ID |
| --------------------------------------- | -------------------------------------------------------------------- | -------------------------------- | --------- | ------------ | -- |
| BW                                      | Wohnhaus mit Torfahrt                                                | Anger 8 (Karte)                  |           |              |    |
| BW                                      | Wohnhaus mit Torhaus                                                 | Anger 11 (Karte)                 |           |              |    |
| BW                                      | Anger mit Spritzenhaus und Waagehäuschen                             | Anger 80 (Karte)                 |           |              |    |
| Direkt Bild zu diesem Denkmal hochladen | Wohnhaus                                                             | Hinter den Höfen 4a              |           |              |    |
| BW                                      | Hofanlage                                                            | Graben 12 (Karte)                |           |              |    |
| BW                                      | Wartturm / Eigenrieder Warte                                         | Mühlhäuser Landstraße 30 (Karte) |           |              |    |
| BW                                      | Wohnhäuser                                                           | Oberdorf 28 (Karte)              |           |              |    |
| BW                                      | Kirche mit Ausstattung und Kirchhof / Evangelische Kirche St. Ulrich | Schulgasse o. Nr. (Karte)        |           |              |    |
| BW                                      | Pfarrhaus                                                            | Schulgasse 2 (Karte)             |           |              |    |
| BW                                      | Wohnhaus                                                             | Zum Schäfersbrunnen 10 (Karte)   |           |              |    |

### Felchta
| Bild                           | Bezeichnung                        | Lage                                 | Datierung | Beschreibung    | ID |
| ------------------------------ | ---------------------------------- | ------------------------------------ | --------- | --------------- | -- |
| BW                             | Wohnhaus                           | Eigenrieder Weg 56 (Karte)           |           |                 |    |
| weitere Bilder Fotos hochladen | Evangelische Pfarrkirche St. Petri | Felchtaer Hauptstraße o. Nr. (Karte) |           | mit Ausstattung |    |
| BW                             | Kirchhof                           | Felchtaer Hauptstraße o. Nr. (Karte) |           |                 |    |
| BW                             | Kirchhofeinfriedung                | Felchtaer Hauptstraße o. Nr. (Karte) |           |                 |    |

### Grabe
| Bild                                    | Bezeichnung                                                                      | Lage                          | Datierung | Beschreibung | ID |
| --------------------------------------- | -------------------------------------------------------------------------------- | ----------------------------- | --------- | ------------ | -- |
| weitere Bilder Fotos hochladen          | Kirche mit Ausstattung, Kirchhof und Einfriedung / Evangelische Kirche St. Georg | Hintergasse o. Nr. (Karte)    |           |              |    |
| Direkt Bild zu diesem Denkmal hochladen | Saalbau                                                                          | Koordinaten fehlen! Hilf mit. |           |              |    |
| BW                                      | Mühle                                                                            | Bei der Furtmühle 11 (Karte)  |           |              |    |
| weitere Bilder Fotos hochladen          | Kirchenruine mit Ausstattung und Kirchhof / Evangelische Kirche St. Trinitatis   | Dorfgraben o. Nr. (Karte)     |           |              |    |

### Görmar
| Bild                           | Bezeichnung                                                                       | Lage                     | Datierung | Beschreibung | ID |
| ------------------------------ | --------------------------------------------------------------------------------- | ------------------------ | --------- | ------------ | -- |
| weitere Bilder Fotos hochladen | Kirche mit Ausstattung, Kirchhof und Einfriedung / Evangelische Kirche St. Martin | Kirchberg o. Nr. (Karte) |           |              |    |

### Hollenbach
| Bild                           | Bezeichnung                                                                       | Lage                      | Datierung | Beschreibung | ID |
| ------------------------------ | --------------------------------------------------------------------------------- | ------------------------- | --------- | ------------ | -- |
| weitere Bilder Fotos hochladen | Kirche mit Ausstattung, Kirchhof und Einfriedung / Ev. Kirche St. Maria Magdalena | Dorfstraße o. Nr. (Karte) |           |              |    |
| BW                             | Wohnhaus                                                                          | Dorfstraße 4 (Karte)      |           |              |    |
| BW                             | Wohnhaus                                                                          | Dorfstraße 13 (Karte)     |           |              |    |
| BW                             | Wohnhaus                                                                          | Dorfstraße 35, 36 (Karte) |           |              |    |

### Höngeda
| Bild                           | Bezeichnung                                                                | Lage                      | Datierung | Beschreibung | ID |
| ------------------------------ | -------------------------------------------------------------------------- | ------------------------- | --------- | ------------ | -- |
| weitere Bilder Fotos hochladen | Kirche mit Ausstattung, Kirchhof und Einfriedung / Ev. Kirche St. Cyriakus | Bergstraße o. Nr. (Karte) |           |              |    |
| BW                             | Wohnhaus                                                                   | Berlinsgasse 48 (Karte)   |           |              |    |
| BW                             | Wohnhaus                                                                   | Dorfplan 37 (Karte)       |           |              |    |
| BW                             | Wohnhaus mit Torhaus                                                       | Dorfplan 38 (Karte)       |           |              |    |
| BW                             | Hofanlage                                                                  | Enge Gasse 32 (Karte)     |           |              |    |
| BW                             | Pfarrhaus                                                                  | Landstraße 116 (Karte)    |           |              |    |
| BW                             | Wohnhaus                                                                   | Trift 55 (Karte)          |           |              |    |

### Saalfeld
| Bild                                    | Bezeichnung                                                  | Lage                   | Datierung | Beschreibung | ID |
| --------------------------------------- | ------------------------------------------------------------ | ---------------------- | --------- | ------------ | -- |
| Direkt Bild zu diesem Denkmal hochladen | Backhaus                                                     | Hauptstraße o. Nr.     |           |              |    |
| BW                                      | Hofanlage                                                    | Hauptstraße 11 (Karte) |           |              |    |
| BW                                      | Hofanlage                                                    | Hauptstraße 52 (Karte) |           |              |    |
| weitere Bilder Fotos hochladen          | Kirche mit Ausstattung und Kirchhof / Ev. Kirche St. Nikolai | Hauptstraße 59 (Karte) |           |              |    |

### Seebach
| Bild                           | Bezeichnung                                                   | Lage                      | Datierung | Beschreibung | ID |
| ------------------------------ | ------------------------------------------------------------- | ------------------------- | --------- | ------------ | -- |
| BW                             | ehemalige Mühle                                               | Brühl 7 (Karte)           |           |              |    |
| BW                             | Gutshaus / Gutshaus derer von Berlepsch                       | Dorlaer Straße 4 (Karte)  |           |              |    |
| weitere Bilder Fotos hochladen | Kirche mit Ausstattung und Kirchhof / Ev. Kirche St. Johannis | Kirchplatz o. Nr. (Karte) |           |              |    |
| weitere Bilder Fotos hochladen | Wasserburg und Park / Burg Seebach                            | Lindenhof 3 (Karte)       |           |              |    |
| BW                             | ehemaliges Gutshaus / Gelbes Haus                             | Lindenhof 4 (Karte)       |           |              |    |
| BW                             | Pfarrhaus                                                     | Plan 14 (Karte)           |           |              |    |

### Windeberg
| Bild                           | Bezeichnung                                                                                    | Lage                      | Datierung | Beschreibung | ID |
| ------------------------------ | ---------------------------------------------------------------------------------------------- | ------------------------- | --------- | ------------ | -- |
| BW                             | Wohnhaus                                                                                       | Am Anger 3 (Karte)        |           |              |    |
| weitere Bilder Fotos hochladen | Kirche mit Ausstattung und Kirchhof / Ev. Pfarrkirche St. Nikolaus, St. Martini, Martinikirche | Dorfstraße o. Nr. (Karte) |           |              |    |
| BW                             | Wohnhaus                                                                                       | Dorfstraße 48 (Karte)     |           |              |    |
| BW                             | Wohnhaus                                                                                       | Dorfstraße 49 (Karte)     |           |              |    |
| BW                             | Wohnhaus                                                                                       | Dorfstraße 50 (Karte)     |           |              |    |
| weitere Bilder Fotos hochladen | Mühle                                                                                          | Zur Mühle 4 (Karte)       |           |              |    |